# Eastriggs
Eastriggs è una località della Scozia, situata nell'area di consiglio di Dumfries e Galloway.